# Toni Valeruz
Tone Valeruz, meglio conosciuto come Toni Valeruz (Alba di Canazei, 28 gennaio 1951) è uno scialpinista, alpinista, guida alpina e maestro di sci italiano.
È stato uno dei più forti praticanti dello sci estremo tra gli anni settanta e novanta, con più di 100 prime discese, effettuate sulle Alpi e su montagne extra-europee.

## Biografia

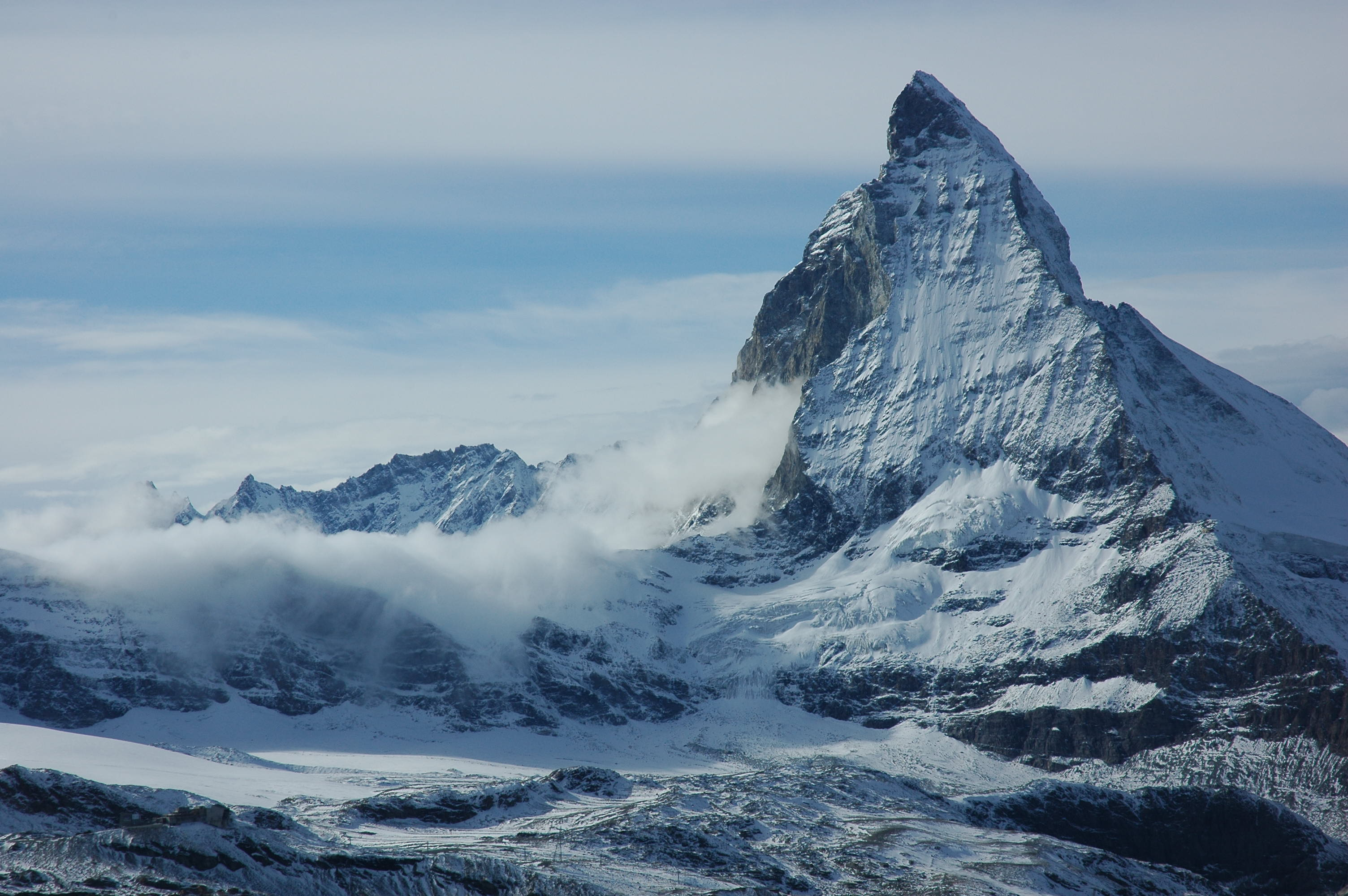
La parete est del Cervino discesa da Valeruz per tre volte, due nel 1975 e una nel 1996.

Ha cominciato a sciare fuoripista sulla Marmolada per allontanarsi dalla routine dello sci di pista. Qui ha compiuto le sue prime discese, sempre più impegnative fino a scenderne la parete nord nel 1969.
Negli anni 70 balza agli onori della cronaca per la prima discesa della parete est del Cervino dai circa 4.200 m della spalla dell'Hörnli e della parete nord-ovest del Gran Vernel. Nel 1983 compie la prima discesa della parete nord-est dell'Eiger. Negli anni 90 realizza, fra le altre, la prima discesa della parete sud-est della Tofana di mezzo, della parete nord-est del Monte Civetta, e il record di discesa dalla parete nord dei Lyskamm in tre minuti.
È stato criticato per la sua presunta spericolatezza: in realtà per molte delle sue imprese Valeruz ha utilizzato l'elicottero per raggiungere la vetta, evitando la fatica dell'ascesa e mantenendo la lucidità per la discesa, lungo la quale si concentrano gli exploit, ovvero sull'essere più sciatore che alpinista, nel limitare l'uso delle doppie, nello scendere nel più breve tempo possibile e nel fatto che tali imprese venivano compiute solo dopo un accuratissimo studio del percorso, affiancato da una metodica e raffinata preparazione tecnica e fisico-atletica oltre alla forte esperienza, fattori che hanno permesso di ridurre i rischi e l'estrema pericolosità della disciplina superando limiti altrimenti non superabili e non ancora superati.
Pratica anche il parapendio, attività durante la quale ha avuto un grave incidente il 2 agosto 1988 presso il Passo di Costalunga, con la rottura dell'osso sacro e di una costola, che gli perforò un polmone. A quarant'anni dalla prima discesa, e all'età di 62 anni, ha ripetuto l'impresa di scendere con gli sci dal Gran Vernel, impiegando circa due ore..

## Discese di sci estremo

### Sulle Alpi

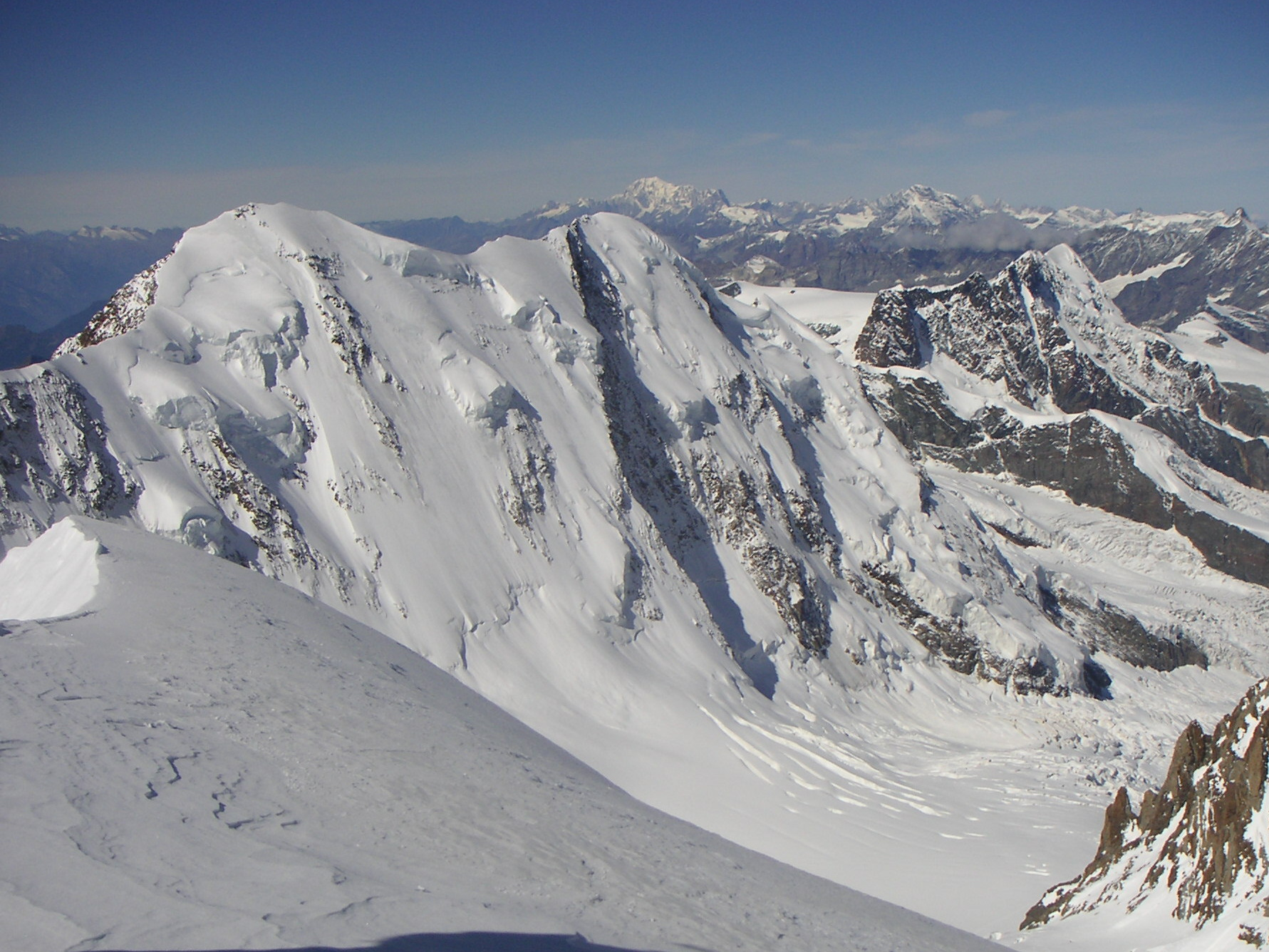
La parete nord dei Lyskamm discesa da Valeruz in 3 minuti nel 1993.

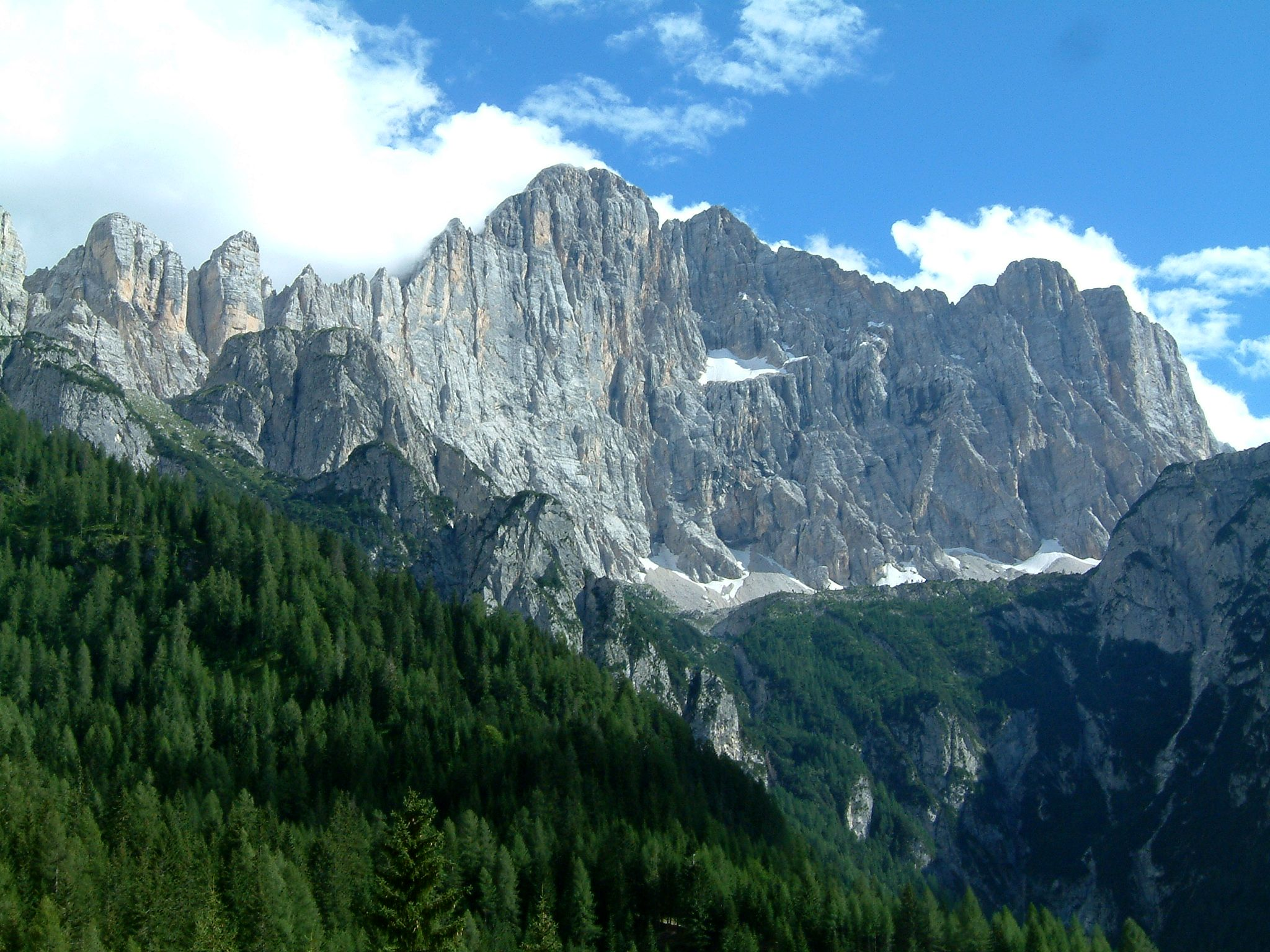
Monte Civetta

Nella lista che segue sono elencate alcune delle più significative discese di Toni Valeruz sulle Alpi:
- Parete nord - Marmolada - 1969,
- Parete nord - Lyskamm - 1º giugno 1974 - Discesa in 13 minuti.[9]
- Parete est - Cervino - 14 maggio 1975 - Prima discesa con gli sci dai circa 4.200 m della spalla dell'Hörnli. Valeruz ripeterà la discesa il 26 maggio 1975 e il 30 maggio 1996.[2]
- Gran couloir della Brenva - Monte Bianco - 28 aprile 1978 - Discesa in 35 minuti per il couloir tra la Via Major e la Sentinella Rossa. La salita è avvenuta in elicottero.[10][11]
- Parete nord-ovest - Gran Vernel - 23 marzo , 1973 - Prima discesa, 1980 altra discesa effettuata in 30 minuti, tra le 13:45 e le 14:15. Erano presenti centinaia di spettatori e la discesa è stata ripresa dalla Rai. La salita è avvenuta in elicottero.[3] complessivamente sono 43 le discese effettuate da Valeruz da questa parete una alle due di notte al chiaro di luna .
- Parete sud est e nord-ovest - Ortles - 16 febbraio 1983
- Parete nord-est - Eiger - 12 maggio 1983 - Prima discesa, effettuata lungo la via Lauper.[4]
- Parete nord - Lyskamm - 27 luglio 1986 - Doppia discesa della parete nord dei Lyskamm, entrambe le volte in un tempo di 7 minuti. La salita è avvenuta in elicottero.[9]
- Canalone della Tosa (o canalone Neri) - Cima Tosa - 20 gennaio 1993 - La prima discesa era stata effettuata da Heini Holzer nel 1970.[12] cima Tosa canalone versante nord prima assoluta . 20 gennaio 1993 ,
- Parete nord - Lyskamm - 29 luglio 1993 - Discesa in 2 minuti e 58 secondi.[6]
- Parete sud-est - Tofana di mezzo - 21 dicembre 1993 - Prima discesa.[5][13]
- Parete nord-est - Monte Civetta - 11 febbraio 1994 - Prima discesa, effettuata in tre ore e 35 minuti, in parte lungo la via ferrata degli Alleghesi. La salita è avvenuta in elicottero.[5][14]
- Parete nord-est - Grivola - 8 giugno 1995 - La discesa è stata effettuata in 20 minuti e ripresa dalla Rai.[15]
- Parete est - Cervino - 30 maggio 1996 - Sua terza discesa della parete est. Valeruz, scherzosamente, ha compiuto la discesa indossando lo smoking. La salita è avvenuta in elicottero, che lo ha lasciato su un terrazzino a circa 4200 metri.[2][16][17]
- Parete nord - Gran Vernel - 23 febbraio 1997 - Discesa alle 02:00 di mattino alla luce della Luna piena.[1]
- Parete nord - Gran Vernel - 15 aprile 2013 - Discesa in due ore.[8]

### Discese extraeuropee
Nella lista che segue sono elencate alcune delle più significative discese extraeuropee di Toni Valeruz:
- Cerro Don Bosco (2.515 m) - gennaio 1980 - Prima discesa della parete sud, dopo tre tentativi.[18]
- Alpamayo (5.947 m) - luglio 1981 - Prima discesa.[19]
- Makalu (8.462 m) - 1984 - Discesa iniziata a 8100 metri.
- Siula Chico (6.260 m) - 1º giugno 1990 - Prima discesa.[18]